# ОШ „Милутин Миланковић” Раброво
ОШ „Милутин Миланковић” у Раброву, насељеном месту на територији општине Кучево, државна је установа основног образовања.
До 2016. године носила је назив по сликару Живојину Жики Поповићу, а од те године до данас носи назив нашег прослављеног географа, математичара и астронома Милутина Миланковића. 
Школу похађа око 300 ученика распоређених у седам подручних школа у: Kлењу, Раброву, Миљевићу, Зеленику, Вуковићу, Мишљеновцу и Мустапићу.